# Марико (кратер)
Кратер Марико је ударни метеорски кратер на површини планете Венере. Налази се на координатама 23,3° јужно и 132,9° источно (планетоцентрични координатни систем +Е 0-360) и са пречником од 12,9 км међу мањим је кратерима на овој планети.
Кратер је име добио према јапанском женском имену Марико, а име кратера је 1997. усвојила Међународна астрономска унија.